# Miss (snooker)
Miss (ang. chybienie) - sytuacja w snookerze polegająca na tym, że biała bila nie osiąga (nie zalicza) jako pierwszej tej bili, która powinna być zagrywana jako następna. Miss ma również miejsce wówczas, gdy biała bila po zagraniu nie zalicza żadnej bili na stole. Sędzia może ogłosić chybienie tylko gdy przewaga punktowa któregoś z zawodników jest mniejsza lub równa liczbie punktów pozostałych na stole. Jeżeli po faulu i doliczeniu punktów którykolwiek z zawodników potrzebuje do zwycięstwa przynajmniej jednego snookera, chybienie nie może zostać ogłoszone. 